# Лотриоара (Сибињ)
Лотриоара (рум. Lotrioara) насеље је у Румунији у округу Сибињ у општини Боица. Oпштина се налази на надморској висини од 465 m.

## Становништво
Према подацима из 2002. године у насељу је живело 4 становника.